# Teresina
Pour l’article homonyme, voir Teresina (Grande-Pologne).
Teresina est une ville brésilienne, capitale de l'État du Piaui.

## Géographie
Teresina est l'unique capitale du Nordeste à ne pas être située sur le littoral. La cité se trouve entre le rio Parnaíba et le rio Poti (pt), son affluent. Construite à la frontière de l'État du Maranhão, sur la rive droite du rio Parnaíba, elle est flanquée à l'ouest, du côté du Maranhão, par la ville de Timon. Elle se situe par une latitude de 05° 05' 20" sud et par une longitude de 42° 48' 07" ouest, à une altitude de 72 mètres.
|  |  |

Sa population était de 778 341 habitants au recensement de 2007. La municipalité s'étend sur 1 756 km2.
Son aire métropolitaine dépassait le million d'habitants en 2006.
Elle est considérée au Brésil comme un centre médical de référence dans la région du Nordeste. En effet elle possède non moins de 634 établissements de santé, dont 8 hôpitaux et 181 cliniques médicales, le tout employant quinze mille personnes.

## Histoire
La ville fut fondée en 1832 sous le nom de Vila Nova do Poti. En 1852 elle fut choisie pour devenir capitale de la province de Piauí à la place de la ville de Oeiras (à l’époque de l’empire du Brésil, le pays était divisé en provinces). Elle fut alors rebaptisée sous le nom de Teresina en hommage à l’impératrice Thérèse-Christine de Bourbon-Siciles, épouse de l’empereur Dom Pedro II.
Teresina fut la première ville brésilienne à être planifiée, en ce sens qu’un architecte en dessina les plans (1852). Si bien qu’elle est connue comme la « cité verte » grâce aux innombrables arbres (manguiers) qui bordent ses rues.

## Administration et politique
Firmino Filho (PSDB) devient maire de Teresina en 2013, succédant à Elmano Férrer (PTB), maire depuis 2010.
José Pessoa Leal du Parti du Renouveau Démocratique (pt) est le maire actuel depuis 2021.

## Galerie

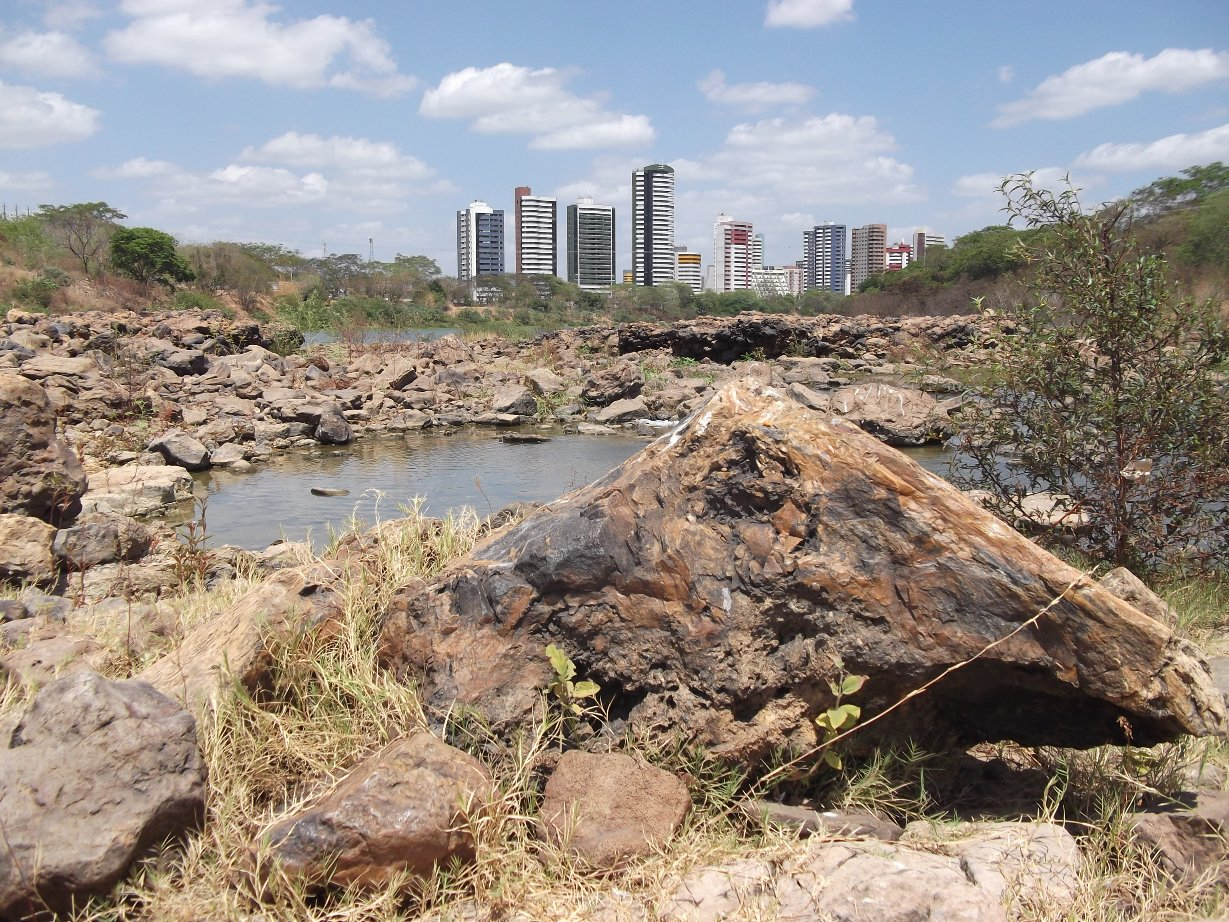
Site paléontologique sur les rives de la rivière Poti, où l'on trouve du bois pétrifié datant du Permien.
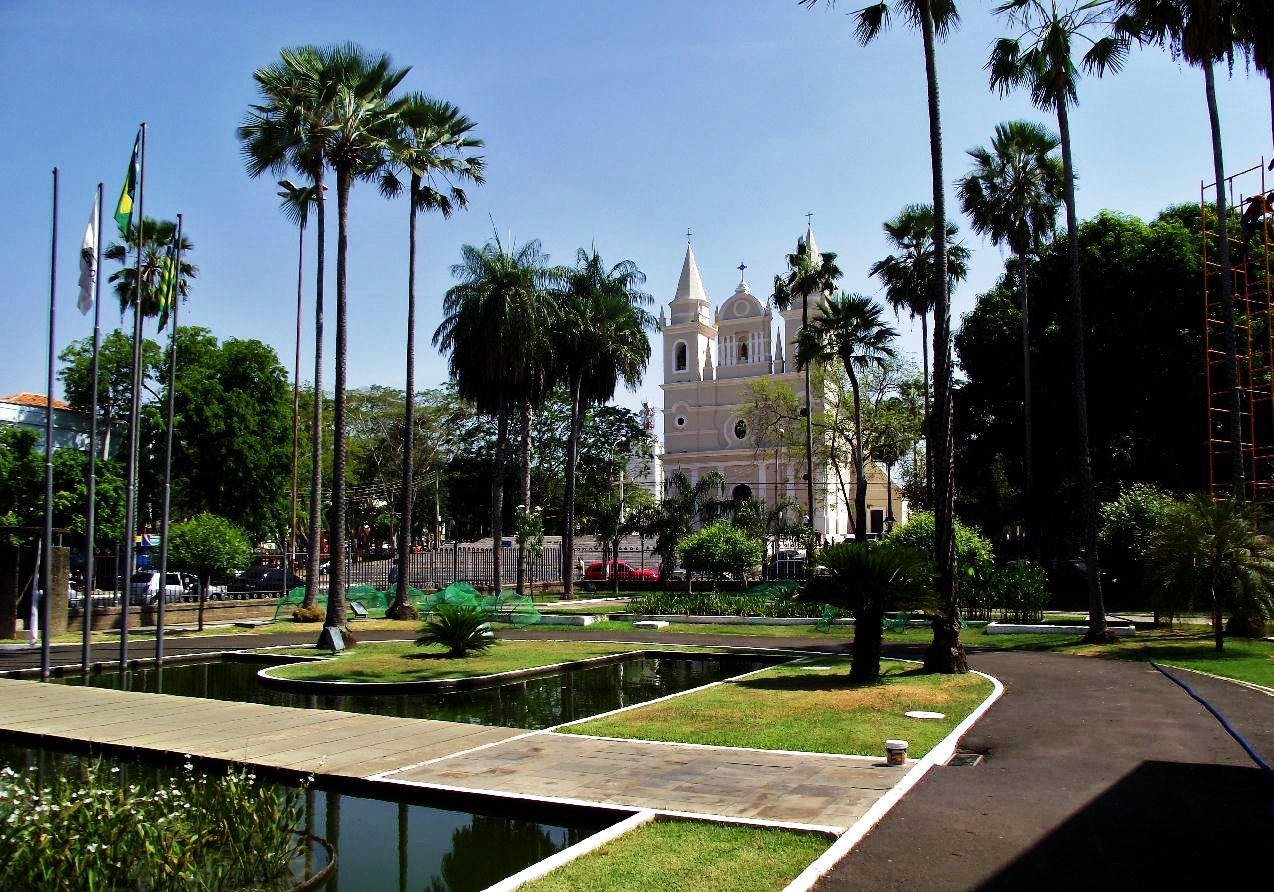
L'église Saint-Benoît vue des jardins du palais de Karnak.
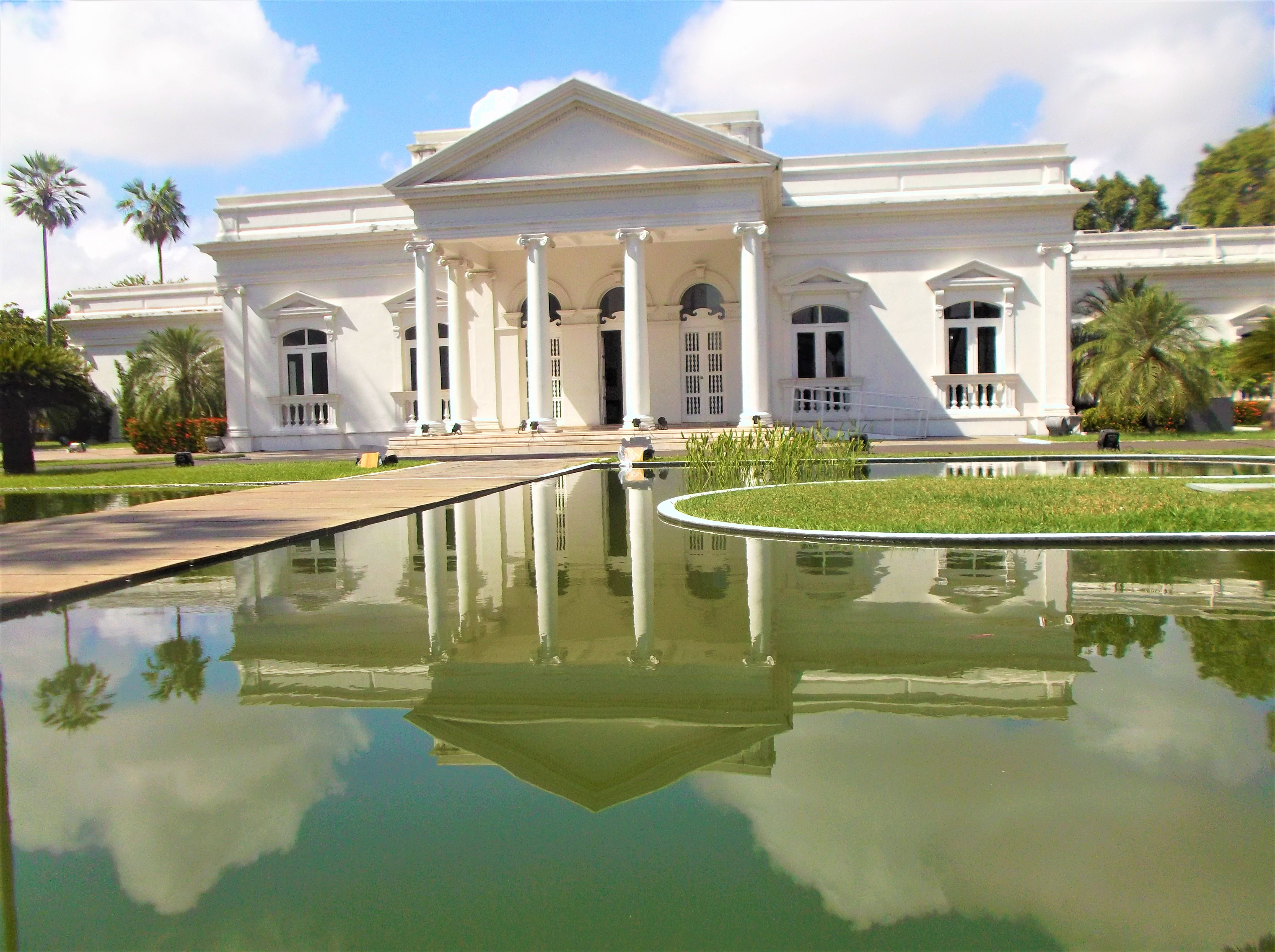
Le palais de Karnak, siège officiel du gouvernement de l'État de Piauí.
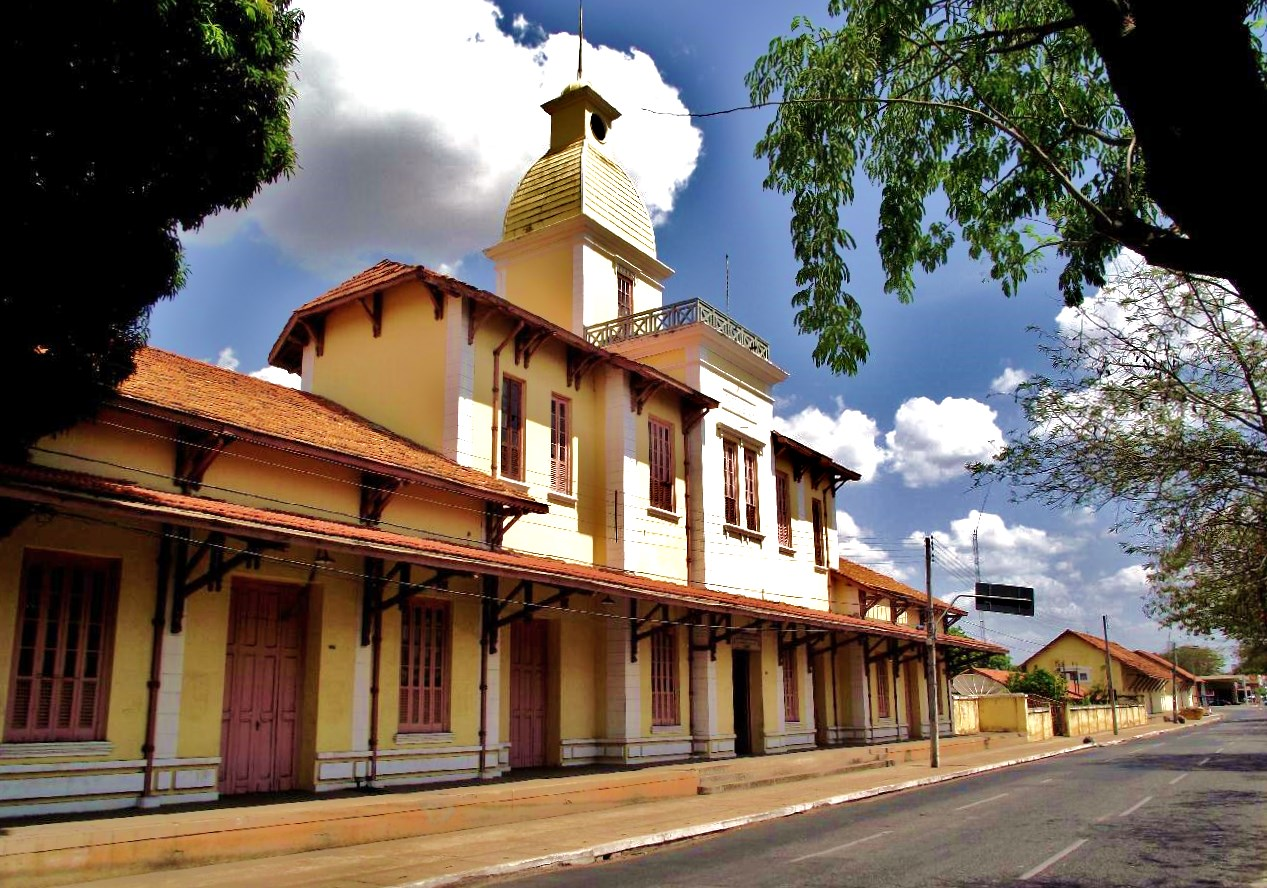
La gare de Teresina (1926) qui fait partie d'un ensemble architectural classé par l'Institut national du patrimoine artistique et historique.
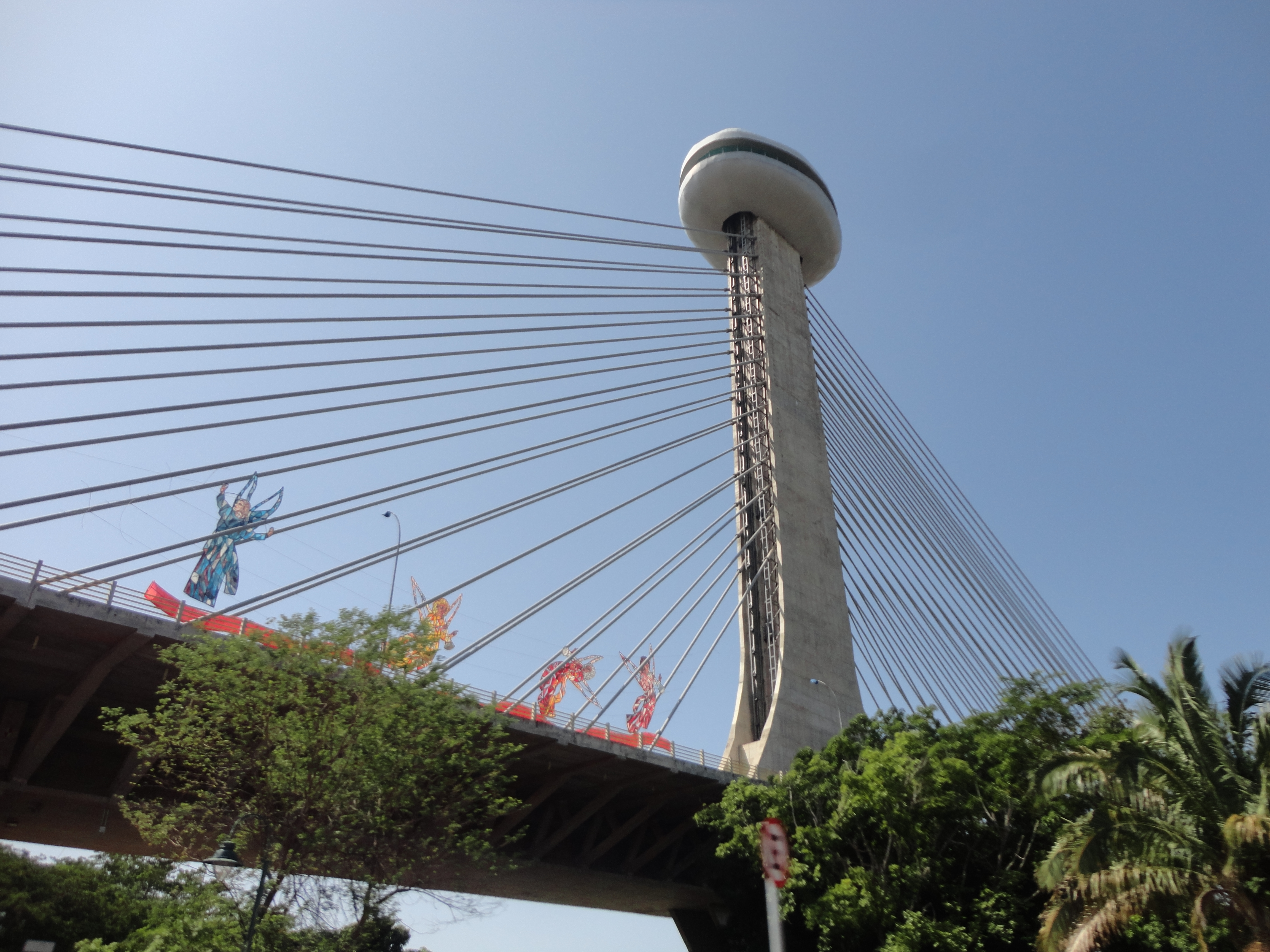
Belvédère du pont à haubans João Isidoro França.